# Kevin Hofbauer
Kevin Hofbauer es un actor australiano conocido por haber interpretado a Christian Tapu en la serie Rush.

## Biografía
Kevin creció en Australia, proviene de una familia de militares. Mientras estaba en Tasmania descubrió su pasión por la actuación y el baile. 
En el 2007 fue aceptado en el Victorian College of Arts and Music "VCAM" de donde se graduó en el 2009.

## Carrera
En el 2010 se unió a la tercera temporada de la serie australiana Rush en donde interpretó al Oficial de Policía Christian Tapu, hasta el final de la serie en el 2011.
En el 2011 apareció como invitado en la serie Small Time Gangster donde interpretó a Dean.
En el 2013 interpretó a Brian en el quinto episodio de la primera temporada de la serie Mr & Mrs Murder. Ese mismo año se unió como personaje recurrente de la cuarta temporada de la serie Offspring donde interpretó a Joseph Green.

## Filmografía

### Series de Televisión
| Año             | Título              | Personaje              | Notas                |
| --------------- | ------------------- | ---------------------- | -------------------- |
| 2018 - presente | Playing for Keeps   | Travis                 | 8 episodios          |
| 2017            | Sisters             | Frank                  | 4 episodios          |
| 2013            | Offspring           | Joseph Green           | 11 episodios         |
| 2013            | Mr & Mrs Murder     | Brian                  | episodio "Lost Soul" |
| 2010 - 2011     | Rush                | Oficial Christian Tapu | 35 episodios         |
| 2011            | Small Time Gangster | Dean                   | 4 episodios          |

### Películas
| Año  | Título      | Personaje | Notas                                                                            |
| ---- | ----------- | --------- | -------------------------------------------------------------------------------- |
| 2014 | Minimum Way | Dragon    | junto a Nick Russell, Nicholas Dubberley, Ella Cannon, Liz Greig & Jane Lundmark |

### Teatro
| Año | Obra            | Personaje                    | Director (a) | Teatro | Notas |
| --- | --------------- | ---------------------------- | ------------ | ------ | ----- |
| -   | Uncle Vanya     | Astrov                       | -            | -      | -     |
| -   | Manbeth Shooter | King Duncan - Witch - Porter | -            | -      | -     |